# Iván Zajárov
Iván Ilich Zajárov (en ruso: Ива́н Ильи́ч Заха́ров; 1816 - 1885) fue un diplomático y sinólogo ruso que trabajó en la Misión Ortodoxa Rusa de Pekín entre 1839 y 1850. Como primer cónsul ruso en China, preparó el Tratado de Kulja (1851) y ayudó a delinear las fronteras ruso-chinas en 1864.

## Biografía
Zajárov era hijo de un sacristán. Nacido en el pueblo de Víslaya Políana, en Vorónezh. Se graduó en 1837 del Seminario Teológico de Vorónezh, después de lo cual ingresó en la Academia Teológica de San Petersburgo. En 1839, a petición suya, fue incluido como estudiante en la duodécima Misión Ortodoxa Rusa en Pekín, que partió para China al final del mismo año. En Pekín, estudió principalmente lengua manchú, pero también dominó bien el chino.
Sus conocimientos de chino y manchú le hicieron indispensable en las negociaciones diplomáticas entre el Imperio ruso y el Imperio chino. Desempeñó las funciones de traductor durante la embajada de Yegor Kovalevski, que llegó a Pekín en 1849 con órdenes de entablar negociaciones comerciales con los Qing.
Después de regresar a Rusia en 1850, pasó al servicio del Ministerio de Asuntos Exteriores Ruso como traductor para el Departamento de Asia. En 1851 fue enviado como traductor de Kowalewski a Xinjiang para participar en las negociaciones que culminaron el la firma del Tratado de Kulja ese mismo año. Las provisiones del tratado preveían la creación de un puesto comercial ruso con consulados en Kulja y Chuguchak. Zajárov fue nombrado cónsul ruso en Kulja, y se convirtió en junto con su colega Aleksandr Tatarinov, que había sido nombrado cónsul ruso en Chuguchak, en el primer diplomático ruso con sede permanente en China.
Tras servir como cónsul ruso en China durante 15 años, en 1866 fue jubilado del servicio diplomático ruso con una pensión vitalicia. Retornó a Rusia, donde en 1868 el destacado sinólogo Vasili Vasiliev lo recomendó para el puesto de profesor de filología manchú en la Universidad Imperial de San Petersburgo. Zajárov empezó a enseñar manchú en 1869 como profesor con el salario de profesor adjunto, y fue miembro del claustro de la universidad hasta su muerte. En 1875, se le concedió el grado de Doctor en Literatura Manchú en reconocimiento a su labor científica. En 1884 fue nombrado catedrático. La mayoría de sus obras nunca se han publicado. En 1852 había preparado un tratado sobre el código y las costumbres legales chinas y manchúes. También publicó un estudio cartográfico y climático del Turkestán chino. Su diccionario ruso-manchú de 1875 se convirtió en uno de los primeros diccionarios manchúes disponibles en el mundo occidental. También publicó un esbozo de gramática manchú en 1879, que fue reimpreso en 1979 como "libro importante que es tan raro que es esencialmente imposible de encontrar".
Falleció en San Petersburgo el 8 de octubre de 1885 debido a un problema cardíaco congénito. Fue enterrado en Smolensk, en una tumba en la actualidad perdida.